# Canon de 65 mm de montagne modèle 1906
Le canon de 65 mm de montagne modèle 1906 est un canon de montagne de petit calibre à tir rapide.

## Historique
Ce canon fabriqué entre autres à l'arsenal de Bourges est destiné à remplacer le vieillissant canon de Bange de 80. L'ensemble se démonte en plusieurs éléments transportés à dos d'homme ou bête de somme. Il permet un tir rapide sans dépointage. Ses concepteurs se sont inspirés des développements techniques du canon de 75 mm modèle 1897.
Il équipe les régiments d'artillerie de montagne de l'Armée française, qui l'utilisent pendant la Première Guerre mondiale, notamment sur le front d'Orient. Il sera remplacé en 1920 par le canon de 75 de montagne Mle 1919 car devenu insuffisant. Il reste néanmoins dans une moindre mesure employé par l'armée des Alpes et l'armée du Levant au début de la Seconde Guerre mondiale.

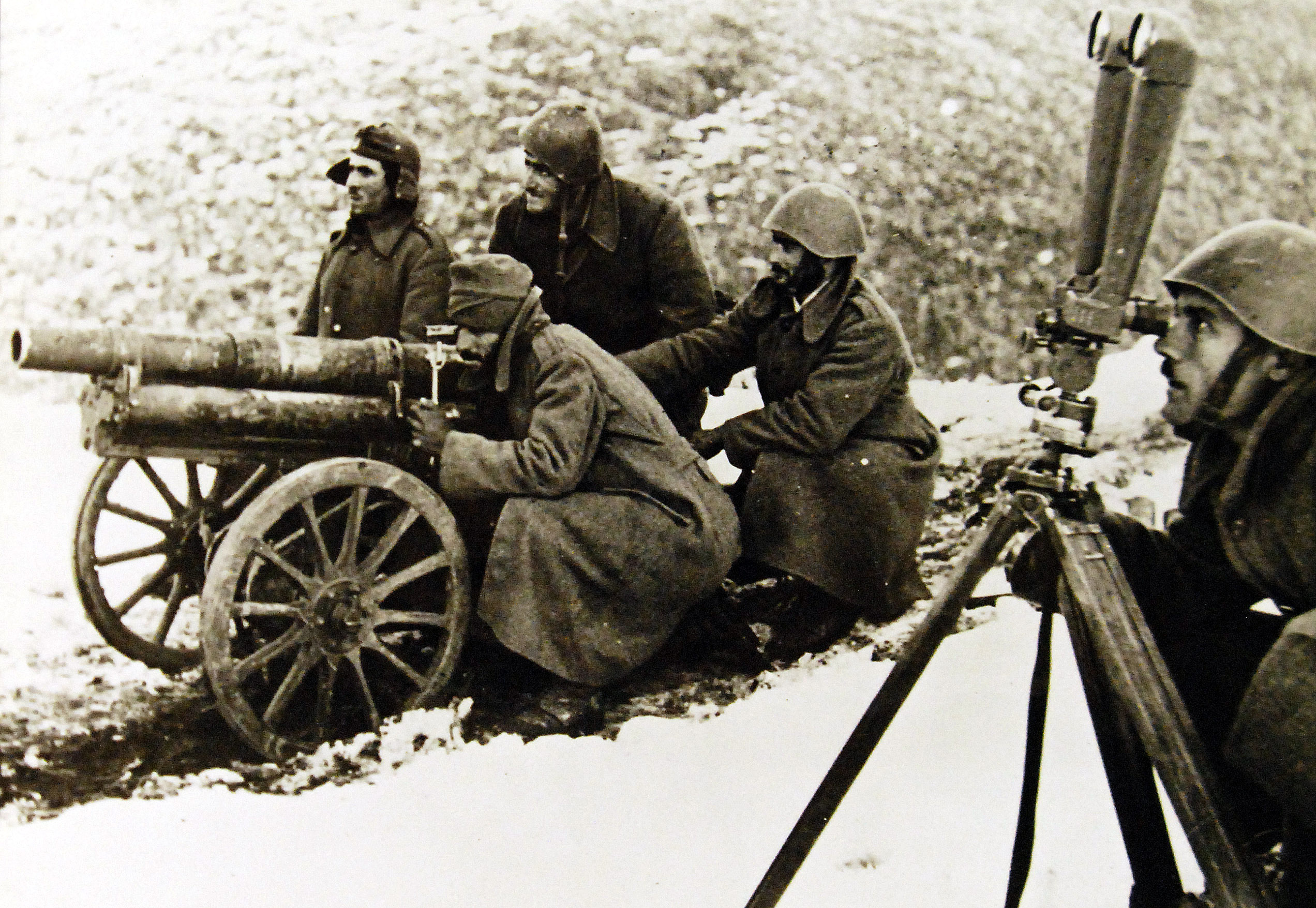
Canon de 65 mm de montagne mle 1906 en action au sein de l'Armée grecque durant la guerre italo-grecque (Albanie, 1940-41).

Ce modèle est livré au royaume de Grèce (qui l'utilisa en 1940 contre les Italiens), à l'Albanie, à la Pologne de 1919 à 1921 (65 mm armata górska Schneider Ducrest wz.1906). 

Les exemplaires capturés par les Allemands sont connus sous le nom de 6,5 cm GebK 214 (f) ou 6,5 cm GebK 221(f).

Le canon de 65 a également été utilisé par Israël au cours de la guerre israélo-arabe de 1948-1949 et était surnommé Napoleonchik en raison de sa silhouette ancienne.
Les canons de montagne de 75 mm modèle 1919 et 1928 furent mis au point afin de le remplacer.